# Elogio (oração)
Um elogio ou encômio é uma oração funerária feita em tributo a uma pessoa ou a pessoas que recentemente morreram. Pode também louvar pessoas que estão vivas, o que normalmente ocorre em cerimônias especiais, como aniversários. A palavra deriva de duas palavras gregas: ευ - que significa "bom" ou "bem" - λογος - que significa palavra, frase.
Elogios não devem ser confundidas com elegias, as quais são poemas escritos em tributo à morte de alguém, nem com obituários, que são biografias publicadas que contam a vida daqueles que recentemente morreram.